# Wojciech Kudelski
Wojciech Józef Kudelski (ur. 24 maja 1948 w Rozbitym Kamieniu) – polski samorządowiec, w latach 2006–2018 prezydent Siedlec, radny sejmiku mazowieckiego VI kadencji.

## Życiorys
W 1978 ukończył studia w Szkole Głównej Gospodarstwa Wiejskiego w Warszawie. W latach 1968–1990 pracował w Rejonowym Przedsiębiorstwie Melioracyjnym w Siedlcach. W okresie od 1990 do 1999 pełnił funkcję kierownika Urzędu Rejonowego w Siedlcach, a w latach 1999–2002 dyrektora Departamentu Administracyjnego w Narodowym Funduszu Ochrony Środowiska i Gospodarki Wodnej.
Do 1990 należał do Zjednoczonego Stronnictwa Ludowego. Później działał w Porozumieniu Centrum, Porozumieniu Polskich Chrześcijańskich Demokratów i Stronnictwie Konserwatywno-Ludowym – Ruch Nowej Polski. Następnie przystąpił do Prawa i Sprawiedliwości.
Od 1994 zasiadał w radzie miejskiej Siedlec, kolejno z ramienia: Przymierza dla Siedlec (1994–1998), AWS (1998–2002) oraz Prawicy Odpowiedzialnej, Praworządnej i Sprawiedliwej (POPiS; 2002–2006). Od 2002 do 2006 pełnił funkcję przewodniczącego rady miasta Siedlce. W wyborach samorządowych w 2006 został wybrany na prezydenta tego miasta. W drugiej turze pokonał ubiegającego się o reelekcję Mirosława Symanowicza (otrzymał 10 172 głosów, tj. 55,11%). W 2010 i w 2014 był wybierany na kolejne kadencje – odpowiednio w pierwszej i w drugiej turze głosowania.
W 2018 nie kandydował w wyborach na prezydenta. W tym samym roku z listy Prawa i Sprawiedliwości uzyskał mandat radnego sejmiku mazowieckiego VI kadencji. Utrzymał go także na kolejną kadencję w 2024.
1 kwietnia 2019 w Siedlcach został zaatakowany przez napastnika nożem, a następnie hospitalizowany.

## Odznaczenia
- Krzyż Kawalerski Orderu Odrodzenia Polski (2016)[7][8]
- Złoty Krzyż Zasługi (2008)[9]
- Brązowa Odznaka „Zasłużony dla Ochrony Przeciwpożarowej” (2010)[10]
- Srebrny Medal za Zasługi dla Policji (2012)[11]

## Życie prywatne
Syn Lucjana. Jest żonaty, ma trzy córki: Aleksandrę, Agnieszkę i Dorotę.